# Last Thursdayism
Last Thursdayism, auf Deutsch wörtlich: „Letzten-Donnerstag-ismus“, sinngemäß etwa die „Lehre vom vergangenen Donnerstag“, ist ein philosophisches Theorem, das sich in die 1990er-Jahre zurückverfolgen lässt. Dieses Theorem stellt auf satirische Weise eine vor allem im jüdisch-christlichen Kreationismus vertretene Prämisse bloß: Kreationisten vertreten die Theorie, dass die Welt, die Wissenschaftler als mehrere Milliarden Jahre alt interpretieren, mit allen Aspekten dieses Alters erst vor wenigen Jahrtausenden auf einen Schlag erschaffen wurde.
Im Last Thursdayism wird diese Theorie satirisch überspitzt: Die gesamte Welt sei so, wie wir sie im Moment wahrnehmen, tatsächlich erst vergangenen Donnerstag erschaffen worden – samt allen Menschen und ihren Erinnerungen, die ihnen die Welt als viel älter erscheinen lassen. Der Donnerstag selbst hat dabei nur eine symbolische Bedeutung und soll darstellen, dass es sich „vor kurzem“ ereignet hat.

## Vorgeschichte
Die attackierte religiöse Prämisse ist in der Forschung als Omphalos-Hypothese bekannt, benannt nach Philip Henry Gosses Buch Omphalos: An Attempt to Untie the Geological Knot (London 1857). Es erschien zwei Jahre vor Charles Darwins Werk On the Origin of Species und versuchte, die Fossilien, die man mittlerweile als Belege für eine längere Erdgeschichte erachtete, zu Gegenständen der göttlichen Schöpfung zu erklären. Gott habe die Welt mitsamt diesen Fossilien erschaffen sowie mit allem, was die Wissenschaft als Beleg für ein höheres Erdalter ansieht.
Zu dieser These gibt es theoretisch schon seit dem 17. Jahrhundert ein theologisches Gegenargument: Gott wäre ein Betrüger, wenn er Dinge erschafft, die uns zu falschen Annahmen (wie dem höheren Erdalter) bewegen – er kann aber als vollkommenes Wesen kein Betrüger sein.

## Philosophische Aporie
Die philosophische Aporie, wonach wir uns theoretisch die Vergangenheit irrtümlich einbilden könnten, ist als Traumerfahrung vertraut und Teil des komplexeren Solipsismus-Modells. Durchgespielt findet sie sich bei Bertrand Russell in The Analysis of Mind:

“There is no logical impossibility in the hypothesis that the world sprang into being five minutes ago, exactly as it then was, with a population that ‘remembered’ a wholly unreal past.”

„Es besteht keine logische Unmöglichkeit in der Hypothese, dass die Welt vor fünf Minuten plötzlich zu existieren begann, genau wie sie in dem Augenblick war, mit einer Bevölkerung, die sich an eine völlig irreale Vergangenheit ‚erinnerte‘.“

Eine Variante erwägt der argentinische Schriftsteller Jorge Luis Borges in seiner Erzählung Tlön, Uqbar, Orbis Tertius (1940). Der Philosoph Ludwig Wittgenstein notierte 1951 die Option in seinen Überlegungen über Gewissheit (postum veröffentlicht 1969) als philosophisch interessant:

„Es käme mir lächerlich vor, die Existenz Napoleons bezweifeln zu wollen; aber wenn Einer die Existenz der Erde vor 150 Jahren bezweifelte, wäre ich vielleicht eher bereit aufzuhorchen, denn nun bezweifelt er unser gesamtes System der Evidenz. Es kommt mir vor, als sei das System sicherer als eine Sicherheit in ihm.“

## Aktuelle Formulierung
Die aktuelle Formulierung lässt sich, soweit ersichtlich, in das Jahr 1992 zurückverfolgen:

“As everyone knows, it was predicted that the world would end last Wednesday at 10:00 PST. Since there appears to be a world in existence now, the entire universe must therefore have been recreated, complete with an apparent ‘history’, last Thursday. QED.”

„Wie jedermann weiß, wurde vorhergesagt, dass die Welt am vergangenen Mittwoch um 10 Uhr (Pacific Standard Time) enden würde. Da gegenwärtig anscheinend eine Welt existiert, muss das ganze Universum also wiedererschaffen worden sein, komplett mit einer scheinbaren ‚Vergangenheit‘, [und zwar] am vergangenen Donnerstag. q.e.d.“

Die Ausgestaltung einer parodistischen Religion erfolgte wenig später in mehreren Internet-Postings.